# Paramolgula
Paramolgula is een geslacht uit de familie Molgulidae en de orde Stolidobranchia uit de klasse der zakpijpen (Ascidiacea).

## Soorten
- Paramolgula canioi Monniot C. & Monniot F., 1983
- Paramolgula chilensis Hartmeyer, 1914
- Paramolgula filholi (Pizon, 1898)
- Paramolgula gigantea (Cunningham, 1871)
- Paramolgula gregaria (Lesson, 1830)

Niet geaccepteerde soorten:
- Paramolgula arctica Bonnevie, 1896 → Eugyra glutinans (Moeller, 1842)
- Paramolgula guttula Michaelsen, 1900 → Eugyra kerguelenensis Herdman, 1881
- Paramolgula horrida (Herdman, 1881) → Paramolgula gregaria (Lesson, 1830)
- Paramolgula patagonica Michaelsen, 1900 → Paramolgula gregaria (Lesson, 1830)
- Paramolgula rara Kiaer, 1896 → Eugyra glutinans (Moeller, 1842)
- Paramolgula schulzei Traustedt, 1885 → Paramolgula gregaria (Lesson, 1830)
- Paramolgula symetrica (Drasche, 1884) → Eugyra symmetrica Drasche, 1884
- Paramolgula symmetrica (Drasche, 1884) → Eugyra symmetrica Drasche, 1884
- Paramolgula villosa (Pizon, 1898) → Paramolgula gregaria (Lesson, 1830)